# Simon Steen-Andersen
Simon Steen-Andersen (nascut el 1976) és un compositor i artista d'instal·lacions danès.

## Biografia
Va estudiar composició amb Karl Aage Rasmussen, Mathias Spahlinger, Gabriel Valverde i Bent Sørensen a Aarhus, Friburg, Buenos Aires i Copenhaguen del 1998 al 2006. Va ser el compositor resident de l' Aalborg Symphony Orchestra entre 2004-2005 i l' Athelas Sinfonietta Copenhagen entre 2006-2007. Des de 2008 és professor de composició a la Royal Academy of Music, Aarhus. Des del 2018 ocupa el càrrec de professor del departament de Composició i Teatre Musical de la Universitat de les Arts de Berna. Actualment viu a Berlín.
Ben conegut per les seves composicions originals i intransigents, que sovint existeixen en una zona grisa entre les formes d’art acceptades, ha aconseguit un reconeixement internacional en els darrers anys. Les seves obres han actuat i difós a tot el món i ha rebut encàrrecs, entre d'altres, d’ Ensemble Modern, Ensemble Recherche, Donaueschinger Musiktage, Darmstädter Ferienkurse, Hilversum Radio Chamber Chamber Orchestra i The French National Orchestra.
La seva producció va des de la música instrumental, que normalment utilitza tota una gamma de tècniques de interpretació i elements electrònics, fins a instal·lacions de vídeo com RunTime Error (2009). Altres obres destacades inclouen Rerendered (2004), escrita per a pianista i dos assistents; On And Off And To And Fro (2008), per a saxo soprano, vibràfon, contrabaix i 3 reproductors amb megàfons; i Ouvertures (2010), per a solista, sampler i orquestra simfònica xinesa de guzheng.
Un treball que caracteritza el seu joc i el desafiament de les convencions existents és Black Box Music (2012). La peça està puntuada per a percussió en solitari, caixa amplificada, 15 instruments i vídeo, tot i que el director és el percussionista i realitza les seves funcions amb les mans a la "caixa negra" amplificada. El conjunt no actua a l'escenari sinó a tres llocs del públic, sent dirigit per una projecció en vídeo del director que ocupa l'escenari.
La seva música està publicada per Edition · S.

## Premis i distincions
Començant pel seu Quartet de corda (1999), ha rebut nombrosos premis en els darrers anys. El 2017 va rebre el premi Mauricio Kagel Music i el premi Ernst von Siemens de compositors. El 2014 va rebre el premi Nordic Council Music per la seva obra Black Box Music i va rebre el SWR Orchesterpreis 2014 pel seu concert per a piano. El 2013 va rebre el premi honorífic Carl Nielsen. El 2010 va ser el primer danès a guanyar el primer premi a la Tribuna internacional dels compositors en la categoria de compositors majors de 30 anys. Després d’haver estat un compositor destacat a l’Ultra Schall Festival für neue Musik el 2011, Dacapo Records va publicar un CD-retrat de les seves composicions interpretades pel conjunt noruec asamisimasa. Entre els altres premis seleccionats s’inclouen el premi Holmboe (2008), Présences China (2008), Kranichsteiner Musikpreis (2008), Sonning Music Foundation Talent Award (2006), La beca de treball de la Arts Foundation (2006), Premi a l’artista Bisballes (2005).
En una enquesta de Classic Voice de 2017 sobre les millors obres d’ art musical des del 2000, el nombre de vots rebuts per les peces de Steen-Andersen va ser el segon més alt (35), només superat per les composicions de Georg Friedrich Haas (49).

## Composicions
- Asthma - for accordion and video (22') (2017)
- if this then that and now what - for 4 actors and 18 musicians (135') (2016)
- Korpus - for three Harry Partch-instruments and 7-8 players (12') (2015)
- Piano Concerto - for piano, sampler, orchestra and video (28') (2014)
- Buenos Aires - music theatre in 5 scenes for 5 singers and 4 musicians (85') (2014)
- Mono (Autotune Study and Nachgesang) - for male voice, keyboard and electronics (7') (2014)
- Inszenierte Nacht - staging pieces by Bach, Schumann, Mozart and Ravel in collaboration with Ensemble Ascolta (55') (2013)
- Black Box Music - for conductor/percussionist, amplified black box, and fifteen players (32') (2012)
- String Quartet No.2 (2012)
- Im Rauschen - for piccolo flute (playable for non-flutist), flute and bass clarinet with intra-instrumental playback (10') (2012)
- History of my Instrument - for harp and video playback (9') (2011)
- Study for String Instrument # 3 - for cello and video (5') (2011)
- Double Up - for sampler and chamber orchestra (18') (2010)
- Ouvertures - for enhanced gu zheng, sampler and orchestra (15') (2008/2010)
- Study for String Instrument # 2 - for string (s) and whammy pedal (5'-6') (2007)
- Run Time Error - video installation / performance (2009)
- Self Simulator - "interactive installation" (2009)
- Pretty Sound (Up And Down) - for amplified piano (pianist or percussionist) (7'30) (2008)
- Beloved Brother - two movements from JS Bach's Cappriccio on the departure of his Dearly Beloved brother arranged for "backing guitar" (7') (2008)
- On And Off And To And Fro - for vibraphone, soprano saxophone, bass and 3 musicians with megaphones (15') (2008)
- SoundTAG - epidemic audio installation (space, street and web), in collaboration with Kaj Aune (2008)
- Ouvertures - for enhanced gu zheng, sampler and orchestra (8') (2008)
- Study for String Instrument # 1 (3'30-4'30) (2007)
- Nothing Integrated - for extremely amplified clarinet, percussion, cello and live video (21') (2007)
- In Her Frown - for 2 amplified sopranos (12') (2007)
- In Spite Of, And Maybe Even Derfor - for amplified flute, horn, clarinet + unreinforced contra bassoon, piano, percussion and double bass (9') (2007)
- Chambered Music - for 12 instruments and samples (11') (2007)
- Loloopop - audio / visual installation created in collaboration with Danish artist Carl Krull (2006)
- [Speech sounds] - interactive webpage on the occasion of the one hundredth anniversary of Norway's independence (2005)
- Within Bland - anti-kadenza for amplified guitar solo (5') (2005)
- Bland - concerto for extremely amplified guitar and orchestra (33') (2005)
- Self-reflecting Next To Beside Besides - pieces from NTBB series of combinations where the musicians play along with video recordings of himself playing along with videotapes of themselves, etc. (So far only possible for percussion solo or constellations in which included percussion and / or double bass / cello.)
- Next To Beside Besides # 1-13 (+ ...) - amplified solo pieces, which can also be played simultaneously or in rates in all combinations of (cello,) bass (2 different pieces), saxophone, accordion (2 pieces), percussion (3 pieces), piccolo flute, violin, piano, guitar (2 pieces) and camera ... (3'30) (2003 / '05)
- Amid - for flute, clarinet, piano, guitar, percussion, violin and cello (with amplification) (9') (2004)
- Beside Besides (Next To Beside Besides # 0) - fragment for cello solo (with optional amplification) (4'30) (2003)
- Besides for amplified piano, violin and flute, and "soft" string trio (18') (2003)
- Drownwords for amplified soprano and amplified guitar (10') (2003)
- Rerendered for pianist and two assistants (amplified piano) (optional participating conductor & optional live video) (10') (2003, rev. '04)
- Among (Unattended Ones) for 2 percussionists with adjustable gain (12') (2002)
- Split Point for snare drum, sandpaper and S (one musician) (12') (2002)
- Spin-Off for soprano saxophone, optional trumpet, accordion and double bass (3') (2002)
- Praesens for 14 musicians (16') (2001)
- Electro Miniature (the band) (2'30) (2001)
- In-side-out hand-in ... for guitar solo (10') (2001)
- De Profundis for soprano saxophone (which also serves percussion) (12') (2000)
- Impromptu - for English horn, bass clarinet, bassoon and baryton saxophone (2000)
- String Quartet (10') (1999)
- Punctus Contra Punctum for organ (1999)
- Polaroid - a saxophone collage of short film Polaroid (for tape) (1999)
- Sinfonietta Variations for sinfonietta and saxophone (1999)
- Aurora Ritual for Orchestra (1999)
- Study for Percussion and Saxophone (1999)
- 4 Petit Aces for solo cello (1998)
- Suite for Ensemble (1998)

## Discografia
- Simon Steen-Andersen: Pretty Sound - Solo and chamber works. Performed by Asamisimasa. Dacapo Records, 2011. Cat.No. 8.226523. Includes: On And Off And To And Fro (2008), Rerendered (2003), Pretty Sound (Up and Down) (2009), Study for String Instrument #2 (2009)
- Praesens/Presents. Danish Contemporary Music for 14 Musicians. SNYK. Copenhagen, Denmark (2003).
- getString (compilation). Performed by the Silesian String Quartet. Dacapo Records, 2010. Cat No. 8.226530. Includes: String Quartet (1999)
- Reciprocity (compilation). Performed by Nico Couck. ChampdAction/Recordings, 2013. Includes: 'in-side-out-side-in...' (2001)

## Enllaços / referències externes
- Pàgina web de Simon Steen-Andersen
- Edició·S Perfil
- Perfil de Dacapo Records
- soundTAG Arxivat 2016-10-04 a Wayback Machine.
- Article de DR sobre la tribuna de la victòria
- Programa per al Festival Ultra Schall für neue Musik 2011